# Музей фотографии Рейкьявика

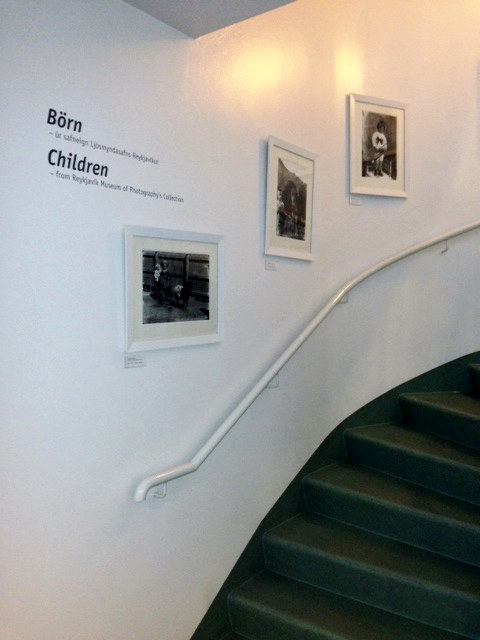
Лестница, ведущая в музей

Музей фотографии Рейкьявика (исл. Ljósmyndasafn Reykjavíkur [ˈljouːsˌmɪntaˌsapn ˈreiːcaˌviːkʏr̥]) — музей Рейкьявика, хранящий около 5 миллионов фотографий, сделанных профессиональными фотографами и любителями с 1870 года. В коллекции представлены студийные портреты, а также промышленные, рекламные, печатные, пейзажные и семейные фотографии.

## История
Музей был основан в 1981 году на основе частной коллекции и первоначально назывался Ljósmyndasafnið hf. Его название было изменено на Рейкьявикский музей фотографии в 1987 году, когда деятельность музея была передана городской мэрии. С 2000 года музей находится в Трюггвагате, в том же здании, что и городская библиотека Рейкьявика.
С 2014 года музей был объединён с тремя другими музеями, принадлежащими мэрии Рейкьявика: Морским музеем, Миньясафн Рейкьявикур (Выставка поселения и музей под открытым небом Арбур) и Видей. Два исторических музея, Árbæjarsafn и Reykjavík 871 ± 2, также принадлежат этому консорциуму.

## Деятельность
Целью музея является пробуждение интереса к культурной роли фотографии.
Музей занимается номинацией исландских фотографов к следующим наградам:
- Henri Cartier-Bresson Award[англ.][5]
- Премия Хассельблад
- Премия Леопольда Годовски-младшего «Цветная фотография»
- Премия Deutsche Börse Photography Prize

Музей издал ряд книг.
В 2014 году музей был включён в список десяти лучших бесплатных музеев Европы по версии журнала The Guardian.

### Коллекция

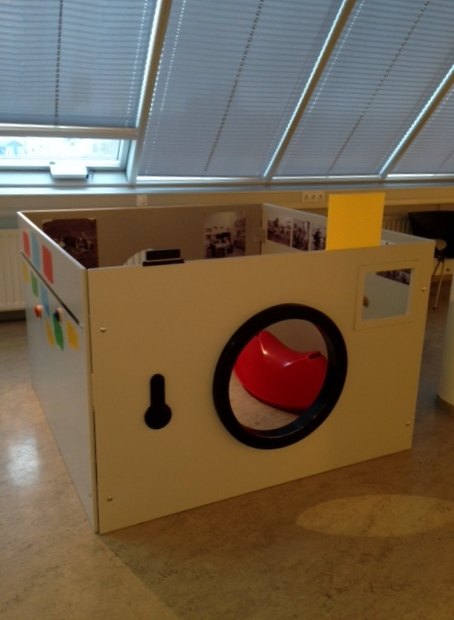
Камера для самых маленьких посетителей музея

В музее находятся фотографии и другие различные материалы, связанные с фотографами исландской столицы. Он также приобретает и сохраняет фотографии, альбомы и другие предметы народной фотографической культуры.

### Выставки
Ежегодно в музее проводится по три крупные выставки и более десяти небольших выставок.
Несколько ярких моментов с предыдущих выставок:
- Анри Картье-Брессон — Paris (2001)[8]
- Мэри Эллен Марк — American Odyssey (2002)[9]
- Вигго Мортенсен — Skovbo (2008)[10]
- Андре Кертес — Ma France (2010)[11]
- Марк Рибу — 50 years of photography (2011)[12]
- Рагнар Аксельссон — Mirror of Life (2014)[13]
- Лорен Гринфилд — Girl Culture (2014—2015)[14]
- Томас Келлнер — Black and White (2017)[15]

## Заметки
1. ↑  Móðirin í íslenskum ljósmyndum = Mothers in Icelandic Photographs (2000, ISBN 9979934557); Magnús Ólafsson: Ljósmyndari = Magnús Ólafsson: Photographer (2003, ISBN 997993459X). For several years starting in 1998, the museum held an annual lecture on 10 May in memory of the photographer Magnús Ólafsson (photographer)[англ.] (photographs); these were published the following year («Reykjavik Museum of Photography Архивная копия от 10 мая 2020 на Wayback Machine», Iceland Guest).